# قسم دولت أباد الريفي (مقاطعة أبهر)
قسم دولت أباد الريفي (بالفارسية: دهستان دولت‌آباد) هي منطقة سكنية تقع في إيران في قسم. يقدر عدد سكانها بـ 4,228 نسمة .